# Muizen en ratten van de Oude Wereld
Muizen en ratten van de Oude Wereld (Murinae) zijn een onderfamilie van knaagdieren uit de familie Muridae. De groep werd voor het eerst wetenschappelijk beschreven door Johann Karl Wilhelm Illiger in 1811.
De soorten komen voor in de Oude Wereld en zijn daar in vrijwel alle habitats te vinden. De onderfamilie heeft een enorme vormenrijkdom voortgebracht, van wereldwijd voorkomende cultuurvolgers als de huismuis en de bruine en zwarte rat tot de zeer zeldzame Crunomys, van de gespecialiseerde woestijnbewoner Notomys tot generalisten als de veeltepelmuis, van de deels in het water levende Moncktonbeverrat tot de eekhoornachtige Crateromys en van de gravende Nesokia tot de boombewonende Hapalomys. De Murinae zijn te herkennen aan de aanwezigheid van drie knobbels aan de binnenkant van de kiezen in de bovenkaak en enkele andere kenmerken van de kiezen en de schedel.
De Murinae omvatten bijna 600 levende soorten in zo'n 130 geslachten, waarmee ze de grootste onderfamilie van de zoogdieren zijn. Net als bij andere kleine zoogdieren worden er nog regelmatig nieuwe soorten gevonden.
Naar alle waarschijnlijkheid stammen de huidige vertegenwoordigers via Progonomys en gelijkende vormen af van Antemus chinjiensis uit het Midden-Mioceen van Pakistan, hoewel de precieze verwantschappen tussen de uitgestorven en levende Murinae verre van duidelijk zijn. Antemus stamt af van Potwarmus, dat mogelijk tot de Myocricetodontinae behoort. Die groep wordt beschouwd als de waarschijnlijke voorouder van de Muridae, in het bijzonder de gerbils.

## Kenmerken

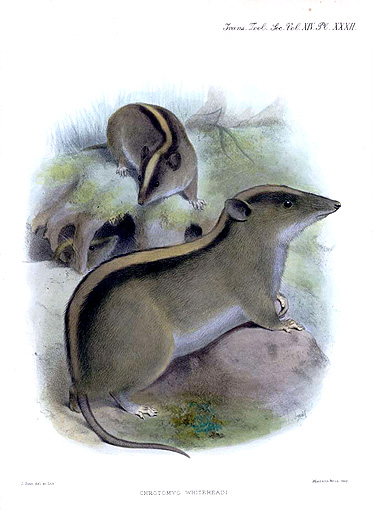
Chrotomys whiteheadi, een zeer gespecialiseerde Filipijnse rat.

Muizen en ratten van de Oude Wereld zijn een zeer diverse groep, maar het zijn over het algemeen muis- of ratachtige dieren. Ze delen de diagnostische kenmerken van hogere groepen als de Muroidea, de knaagdieren en de zoogdieren, en worden zelf ook door een aantal gemeenschappelijke kenmerken gedefinieerd. De voornaamste liggen in de morfologie van de schedel, en dan vooral van de kiezen. Twee "nieuwe" knobbels, t1 en t4, liggen aan de binnenkant (de linguale zijde, oftewel de zijde van de tong) van de eerste kies in de bovenkaak (M1). De kiezen in zowel de boven- als de onderkaak bevatten geen kammen van glazuur. De knobbels op de kiezen in de bovenkaak zijn tegenover elkaar geplaatst. Daarnaast is de manier waarop de kop van bloed wordt voorzien door de halsslagader anders dan bij andere knaagdieren, waardoor het foramen sphenofrontale en de squamoso-alisfenoïde groeve afwezig zijn en het foramen stapedium juist wel aanwezig is. Ook is het tegmentum tympani gereduceerd, waardoor dit het os squamosum niet raakt.

### Uiterlijke kenmerken
Muizen en ratten van de Oude Wereld variëren in grootte van zeer kleine soorten als de dwergmuis en de Afrikaanse dwergmuis, met een gewicht van respectievelijk 5 tot 11 g en 4 tot 12 g, een kop-romplengte van 4,5 tot 8,2 cm bij de dwergmuis en een staartlengte van respectievelijk 2,8 tot 6,5 cm en 2 tot 5 cm, tot reusachtige vormen als de bonte reuzenschorsrat, die een gewicht van meer dan 2 kg, een kop-romplengte van 48 cm en een staartlengte van 35 cm bereikt.
De vacht is variabel, van een dunne tot een zeer dichte; er zijn zelfs vormen met een stekelige vacht, zoals Tokudaia. Ook de kleur van de bovenkant van het lichaam is aan grote variatie onderhevig, van geelbruin tot grijs of zwart. Er zijn echter relatief weinig soorten met patronen in de vacht, met uitzondering van een of zelfs meerdere strepen op het midden van de rug, zoals bij Hybomys en de streepmuizen (Rhabdomys). De onderkant van het lichaam is wit tot geelbruin of grijsachtig en verschilt meestal in kleur van de bovenkant, al zijn er ook op die regel uitzonderingen. Het grootste deel van de Murinae heeft duidelijk zichtbare, behaarde oren, maar de Nieuw-Guinese Moncktonbeverrat heeft een zeer gereduceerde pinna (het externe oor). Ook enkele andere vormen hebben een gereduceerd oor.
De meeste Murinae hebben een niet of nauwelijks behaarde staart, maar sommige boombewonende dieren als Crateromys hebben een dicht behaarde staart. Pithecheir en de dwergmuis hebben een grijpstaart. Chiruromys forbesi heeft verscheidene tastharen aan het uiteinde van de staart. De staart van sommige leden van de onderfamilie, waaronder Zyzomys kan, net als bij enkele hagedissensoorten, geheel of gedeeltelijk afbreken. Deze groeit in tegenstelling tot de hagedissenstaart niet meer aan. Vele soorten hebben een eenkleurige staart, bij sommige is de bovenkant donkerder van kleur dan de onderkant, en bij enkele is de onderkant donkerder. Verschillende soorten hebben een meer of minder lange witte staartpunt of een nog ingewikkelder patroon.
Sommige vormen hebben korte, brede achtervoeten, zoals Lenothrix, andere, waaronder Colomys, juist lange en smalle. Hydromys en de Moncktonbeverrat hebben zwemvliezen tussen de tenen. De duim aan de voorvoet is gereduceerd tot een klein stompje met een nagel erop, en bij dieren als Pelomys is ook de vijfde teen slechts een stompje. De meeste soorten hebben klauwen aan de achtervoeten, maar enkele in bomen levende Zuidoost-Aziatische geslachten (Vandeleuria, Chiropodomys, Hapalomys, Chiromyscus, Kadarsanomys, Abditomys en Pithecheir) hebben een nagel aan de buitenste teen (hallux, en, in het geval van Vandeleuria, aan de vijfde teen). De exacte morfologie verschilt echter tussen deze geslachten. Bij Chiropodomys, Vandeleuria en Hapalomys kunnen de duim en de vijfde teen tegenover elkaar geplaatst worden.
Het aantal paren van mammae varieert van slechts een (Phloeomys) tot twaalf (Mastomys). Drie of vier paren zijn het meest gebruikelijk, maar Australische soorten hebben in grote meerderheid slechts twee paren.

### Gebit
De tandformule bedraagt bij de grote meerderheid van de soorten 1.0.0.31.0.0.3 × 2 = 16, net als bij de meeste andere Muroidea. Bij de Nieuw-Guinese geslachten Hydromys, Parahydromys, Xeromys, Paraleptomys, Pseudohydromys en Microhydromys en daarnaast ook bij Rhynchomys en de meeste exemplaren van Chrotomys silaceus is de derde kies verloren gegaan, en bij de nauw verwante Nieuw-Guinese soorten Pseudohydromys ellermani en Pseudohydromys germani is ook de tweede kies afwezig. Deze dieren hebben daarmee slechts acht tanden, minder dan enig ander knaagdier.
De snijtanden zijn smal, zoals bij Rhynchomys, tot breed, zoals bij Abditomys. Bij de meeste vormen zijn deze tanden glad, maar Echiothrix heeft ondiepe groeven op de snijtanden in de bovenkaak en Microhydromys richardsoni, Pelomys, Mylomys en Golunda hebben groeven op die in de bovenkaak. Sommige andere geslachten, waaronder Mus, hebben wat ondiepe inkepingen.
Bij alle soorten hebben de kiezen wortels. Er zijn vormen met een ingewikkeld patroon van knobbels, zoals Spelaeomys en Lenomys, maar ook geslachten als Nesokia en Phloeomys, waar de kiezen slechts uit opeenvolgende laminae bestaan. Bij andere geslachten zijn deze laminae hoefijzervormig, zoals bij Melomys, bij weer andere hebben de kiezen de vorm van een bassin, zoals bij Hydromys en verwanten. Bij geslachten als Leptomys overlappen de kiezen elkaar niet, bij andere als Mus is er een grote overlap. De kenmerken van de kiezen die kenmerkend voor de Murinae zijn, zijn hierboven al genoemd.

### Specialisaties

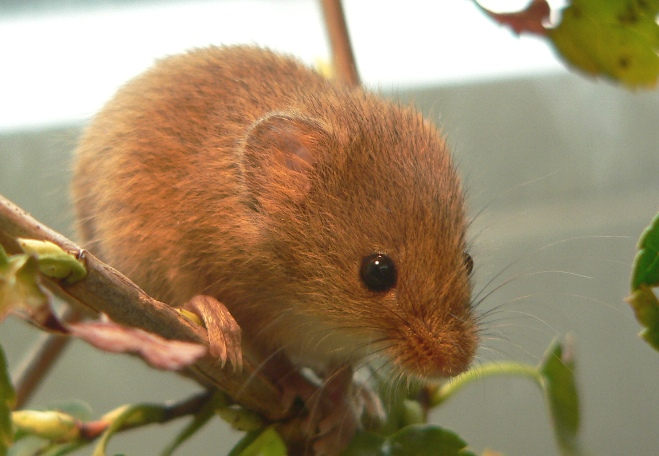
De dwergmuis (Micromys minutus) is een van de kleinste Murinae ter wereld, maar heeft het hoogste aantal chromosomen.

Bij Arvicanthis en enkele verwante geslachten bevat het beenvlies op de bovenkant van de schedel een grote hoeveelheid melanine, die naar het schijnt wordt gebruikt om ultraviolette zonnestraling te absorberen. Bij de streepmuizen uit het geslacht Rhabdomys bevatten de skeletspieren ook melanine. De hersenen zijn zeer groot bij de amfibische Colomys. Bij geslachten als Rattus hebben de spermacellen slechts een enkele haak aan de kop, maar bij vele Australische en Nieuw-Guinese geslachten zijn dat er meerdere.
Zoals zoveel kenmerken is ook het karyotype variabel binnen de Murinae, hoewel minder dan bij bijvoorbeeld de blindmuizen (Spalacinae), de gerbils of de Sigmodontinae. Bepaalde populaties van Mus musculoides hebben het laagste aantal chromosomen (2n=18), de dwergmuis (Micromys minutus) het hoogste aantal (2n=68, FN=136). De dwergmuis heeft ook het hoogste aantal chromosomale armen (FN), terwijl Praomys degraaffi het laagste aantal heeft (2n=26, FN=24). De overgrote meerderheid van de soorten gebruikt voor de bepaling van de sekse het XY-systeem van geslachtschromosomen, maar Tokudaia osimensis en Tokudaia tokunoshimensis hebben een ander systeem, waarvan niet bekend is hoe het in elkaar steekt.

### Convergente evolutie
Verschillende Murinae wijken inmiddels sterk af van het voorouderlijke type, een klein, muisachtig dier. In veel gevallen heeft dat ook geleid tot convergente evolutie ten opzichte van andere zoogdiergroepen. Dieren als Pseudohydromys, Crunomys en Melasmothrix kunnen bij oppervlakkige beschouwing gemakkelijk voor een spitsmuis worden gehouden. De Australische Notomys heeft zich door aanpassing aan het leven in de woestijn ontwikkeld tot een springend dier dat veel weg heeft van een jerboa. De gespecialiseerde regenwormeters Echiothrix en Rhynchomys zijn wel vergeleken met springspitsmuizen, de grote in bomen levende Crateromys met eekhoorns en de gedrongen Mastacomys met woelmuizen. De gravende kortstaartmolrat en in het water levende vormen als Colomys, de Moncktonbeverrat en de Australische beverrat zijn enkele van de andere sterk gespecialiseerde Murinae.

## Verspreidingsgebied

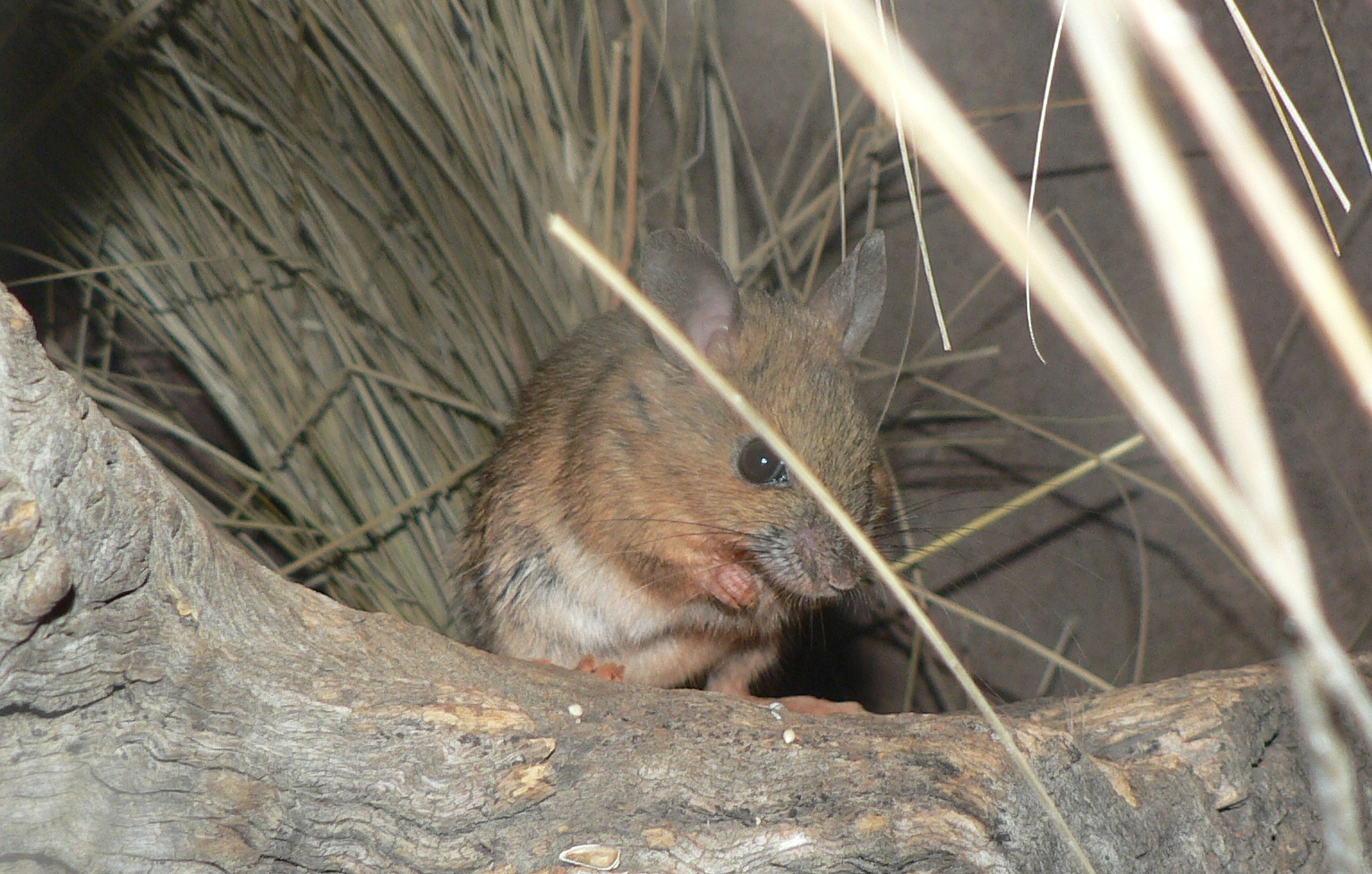
Pseudomys australis, een van de ruim zestig inheemse Murinae van Australië. In Australië en Nieuw-Guinea zijn Murinae de enige inheemse niet-vliegende landzoogdieren.

Het oorspronkelijke verspreidingsgebied van de Murinae omvat het gehele vasteland van Afrika, Eurazië en Australië en de omliggende continentale eilanden, op het uiterste noorden van Noord-Europa en Noord- en Noordoost-Azië na. Op de Canarische Eilanden zijn enkele uitgestorven endemische soorten bekend (Canariomys en Malpaisomys). De eilanden in de Middellandse Zee behoren ook tot het verspreidingsgebied van de Murinae. Op Madagaskar leven echter geen inheemse Murinae. Vele oceanische eilanden in Azië herbergen Murinae, vaak met een grote diversiteit, bijvoorbeeld de Riukiu-eilanden, de Filipijnen, Celebes, de Molukken, de Kleine Soenda-eilanden, Christmaseiland, Nieuw-Guinea en de Salomonseilanden, waar ze op vleermuizen na de enige inheemse landzoogdieren zijn. Opmerkelijk is het aantal reuzensoorten op de Filipijnen en Nieuw-Guinea, waar enkele van de grootste soorten uit de onderfamilie voorkomen.
De diversiteit is het grootst in tropische gebieden; in het Palearctisch gebied komen veel minder soorten voor dan in de Afrotropische, Oriëntaalse en Australaziatische gebieden. In het groothertogdom Luxemburg komen bijvoorbeeld zes soorten voor, waarvan drie geïntroduceerd, in de Filipijnse provincie Kalinga veertien, waarvan twee geïntroduceerd, in het stroomgebied van de rivier Kikori in Papoea-Nieuw-Guinea zestien, en in het Udzungwagebergte in Tanzania acht, waarvan een geïntroduceerd.
De huidige verspreiding van de onderfamilie is kosmopolitisch doordat de mens verschillende soorten in grote gebieden heeft geïntroduceerd.

## Ecologie en gedrag
De onderfamilie kent een grote ecologische diversiteit. Een groot deel van de soorten leeft op de grond, maar er zijn ook vele in bomen levende en enkele gravende en amfibische soorten. De meeste Murinae zijn 's nachts actief, maar er zijn ook dieren die in de schemering of overdag hun grootste activiteit vertonen. Het merendeel is omnivoor of herbivoor, maar enkele geslachten, waaronder Colomys en Echiothrix, leven uitsluitend van dierlijk voedsel, tot vogels aan toe. De Murinae zijn overwegend solitair.
De voortplanting van deze dieren gaat snel tot heel snel. Bij sommige soorten kunnen de vrouwtjes meerdere malen per jaar jongen baren. De grootte van de worp varieert van één bij Melasmothrix tot zestien bij Mastomys. De draagtijd duurt meestal 20 tot 25 dagen, maar kan variëren van 18 tot 45 dagen. De levensverwachting bedraagt voor de kleinere soorten niet meer dan een jaar. Grotere soorten, zoals uit het geslacht Uromys, kunnen meer dan vier jaar oud worden. Vele soorten bouwen nesten, en sommige zelfs bijzondere nesten, zoals de twijgenbouwsels van Leporillus en de grasnesten van streepmuizen.

## Evolutie
In het Mioceen verscheen in Eurazië de Myocricetodontinae, een groep die mogelijk afstamde van vroege Muroidea als Spanocricetodon. De Myocricetodontinae wordt beschouwd als de voorouder van de gerbils, maar heeft waarschijnlijk ook Potwarmus voortgebracht, een geslacht dat uit het Midden-Mioceen van Pakistan en Thailand bekend is. Van Potwarmus, dat in de Siwaliks in Pakistan tot 14,3 miljoen jaar geleden is gevonden, stamt Antemus direct af. Dit geslacht is bekend vanaf 13,75 miljoen jaar geleden en wordt als de eerste vertegenwoordiger van de echte Murinae gezien. Later in het Mioceen, 12,5 miljoen jaar geleden, verscheen Progonomys, en vanaf het Laat-Mioceen verspreidden de Murinae zich over de gehele wereld; uit die tijd stammen de eerste Europese en Afrikaanse Murinae. Er bestonden inmiddels al allerlei verschillende geslachten, waaronder de bosmuizen (Apodemus), Mus, Huerzelerimys, Rhagapodemus, Paraethomys, Castillomys, Chardinomys, Stephanomys en Saidomys. In het Vroeg-Plioceen werd ook Australië door de Murinae gekoloniseerd; de oudste fossielen uit Nieuw-Guinea dateren uit het Laat-Plioceen; het overgrote gedeelte van het huidige verspreidingsgebied was toen dus al bevolkt door de Murinae. In het Plioceen verschenen ook vele nog levende geslachten. In het Plioceen ontwikkelden zich echter ook de woelmuizen, die de Murinae in Europa inmiddels voor een groot deel vervangen hebben.

## Relatie met de mens

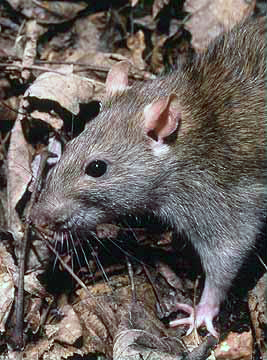
Een bruine rat (Rattus norvegicus) in de Verenigde Staten, waar van nature geen Murinae voorkomen.

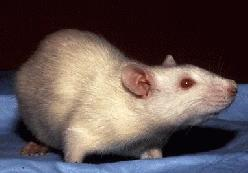
Een laboratoriumrat (Rattus norvegicus).

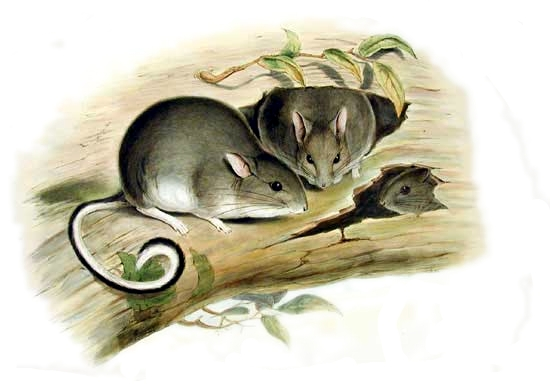
De witvoetboomrat (Conilurus albipes), een van de uitgestorven vertegenwoordigers van de Murinae.

Verschillende Murinae hebben zich tot commensale soorten (cultuurvolgers) ontwikkeld. De bekendste voorbeelden zijn de huismuis, de bruine rat en de zwarte rat, maar ook andere soorten, zoals de veeltepelmuis en de Indische borstelrat (Bandicota indica) komen veel samen met de mens voor. De huismuis en bruine en zwarte rat hebben zich over de hele wereld verspreid door menselijk toedoen en hebben grote schade aangericht aan de inheemse ecosystemen van sommige van de afgelegen gebieden waar ze zijn geïntroduceerd. Ook economisch richten deze dieren schade aan. Het zijn tevens ziekteverspreiders. Zo is de zwarte rat de gastheer van Yersinia pestis, de bacterie die de pest veroorzaakt, en de veeltepelmuis verspreidt via zijn urine en uitwerpselen de lassakoorts.
Omdat veel muizen en ratten plaagdieren zijn, worden ze bejaagd om hun aantallen in te dammen. De Australische beverrat werd tevens lange tijd bejaagd voor zijn pels. De huismuis en de bruine rat zijn bekende huis- en laboratoriumdieren. Ook andere Murinae worden wel als huisdier gehouden; Grammomys caniceps is zelfs als huisdier in Duitsland ontdekt.
Verschillende Murinae zijn door menselijk toedoen uitgestorven, bijvoorbeeld Malpaisomys uit de Canarische Eilanden, Rattus nativitatis uit Christmaseiland en Uromys imperator uit Guadalcanal. In de meeste gevallen gaat het om soorten die uitsluitend op een eiland of archipel voorkwamen; de enige uitzonderingen zijn Australische soorten als de witvoetboomrat en Leporillus apicalis. Sommige andere soorten worden in hun voortbestaan bedreigd. De IUCN beschouwt de status van 20 soorten als kritiek en nog eens 36 soorten als bedreigd.

## Taxonomie
De taxonomie van de Murinae is een onderwerp waarover veel is gepubliceerd. Zowel de afbakening van de onderfamilie als haar externe verwantschappen als de verwantschappen binnen de groep heeft daarbij aandacht gekregen.
Verschillende groepen binnen de Murinae, zoals de Phloeomyinae, de Rhynchomyinae en de Hydromyinae zijn in oudere classificaties als aparte onderfamilies gezien, maar uit allerlei gegevens blijkt dat de leden van deze "onderfamilies" in feite deel van de Murinae vormen. Uit genetische en andere gegevens blijkt ook dat de Otomyinae in feite uit de Murinae zijn ontstaan. Daarnaast zijn ook enkele groepen die tegenwoordig niet meer tot de Murinae worden gerekend in het verleden in de onderfamilie geplaatst, zoals de hamsterratten, de groeftandbosmuis en meest recentelijk de meeste leden van de Deomyinae.
George Gaylord Simpson plaatste de boommuizen (Dendromurinae), Otomyinae, Rhynchomyinae, Hydromyinae en Phloeomyinae in zijn classificatie als nauwste verwanten van de Murinae. De verwantschap tussen de Dendromurinae en de overige groepen, die tegenwoordig allemaal tot de Murinae worden gerekend, is door moderne genetische methoden echter niet bevestigd. In plaats daarvan worden de gerbils, de Deomyinae, de groeftandbosmuis en de Lophiomyinae als de nauwste verwanten van de Murinae gezien. De gerbils, die mogelijk van dezelfde groep fossiele Muroidea afstammen, de Myocricetodontinae, zijn waarschijnlijk de nauwste verwanten van de Murinae.
Voor de onderverdeling van de onderfamilie zijn verschillende classificaties voorgesteld, meestal voornamelijk op basis van kenmerken van de tanden. Naast deze morfologische gegevens worden tegenwoordig ook genetische gegevens gebruikt voor de classificatie van de Murinae. De meest recente classificatie is die van Guy Musser en Michael Carleton uit 2005, die de onderfamilie onderverdelen in 29 divisies, variërend in grootte van een geslacht met één soort tot 20 geslachten met 109 soorten. In totaal erkennen zij 561 soorten in ongeveer 130 geslachten; inmiddels nadert het aantal soorten met rasse schreden de 600.